# Ellie Bamber
Ellie Bamber, née le 2 février 1997, est une actrice britannique.

## Biographie
Ellie Bamber (née Eleanor Elizabeth Bamber) a un petit frère Lucas. Elle a fait ses études à Hawley Place School à Hawley, Hampshire.

### Vie privée
Elle a été la compagne de Richard Madden de juin 2017 à décembre 2018.

## Carrière
Ellie Bamber commence sa carrière d'actrice à la télévision en 2012 dans la mini-série A Mother's Son, et au cinéma en 2014 en obtenant un rôle de figuration dans The Falling avec Florence Pugh et Maisie Williams.
En 2016, elle joue une des sœurs Bennet aux côtés de Lily James, Bella Heathcote, Matt Smith, Sam Riley, Suki Waterhouse et Charles Dance dans Orgueil et Préjugés et Zombies de Burr Steers.
L'année suivante, elle incarne la fille de Jake Gyllenhaal et Isla Fisher dans le second film de Tom Ford : Nocturnal Animals et joue dans un clip de Shawn Mendes.
En 2019, elle joue Cosette dans la mini-série de la BBC (et nouvelle adaptation du roman de Victor Hugo), Les Misérables aux côtés de Dominic West, Josh O'Connor, Lily Collins.

## Filmographie

### Cinéma
- 2014 : The Falling de Carol Morley : Une collégienne
- 2016 : Orgueil et Préjugés et Zombies  (Pride and Prejudices and Zombies) de Burr Steers : Lydia Bennet
- 2017 : Nocturnal Animals de Tom Ford : India Hastings
- 2018 : High Resolution de Jason Lester : Erin
- 2018 : Casse-Noisette et les Quatre Royaumes (The Nutcracker and the Four Realms) de Lasse Hallström et Joe Johnston : Louise
- 2019 : Extracurricular Activities de Jay Lowi : Mary Alice Walker
- 2019 : The Seven Sorrows of Mary de Pedro Varela : Mary
- 2023 : My Dear F***ing Prince (Red, White & Royal Blue) de Matthew López : la princesse Beatrice

### Séries télévisées
- 2012 : A Mother's Son : Olivia
- 2015 : The Musketeers : Martine (S2E8 - Le fils prodigue)
- 2019 : Les Misérables : Cosette
- 2019 : The Trial of Christine Keeler : Mandy Rice-Davies
- 2021 : Le Serpent (The Serpent) : Angela Knippenberg
- 2022 : Willow : Dove / Elora Danan

### Clip vidéo
- 2017 : Shawn Mendes : There's nothing holdin' me back